# Olimpiada Internacional de Ciencias
Las Olimpiadas Internacionales de Ciencias (ISO por sus siglas en inglés) es un grupo de competiciones mundiales en varias áreas de la ciencias que se celebran anualmente. Las competencias son individuales y en ellas participan entre cuatro y seis competidores por país, escogidos entre los mejores estudiantes de educación media, a través de Olimpiadas Nacionales de Ciencias.
A la fecha existen ocho de tales competencias: [cita requerida]
- Olimpiada internacional de matemáticas (IMO, desde 1959; no fue celebrada en 1980).
- Olimpiada internacional de física (IPhO, desde 1967; no fue celebrada en 1973, 1978, 1980).

## International Olympiad List

### Mundiales
- Estas son las olimpiadas internacionales hasta la fecha:

| Number       | Science                                                                         | Symbol    | Año        | Web                                                                            |
| Exam Base    | Exam Base                                                                       | Exam Base | Exam Base  | Exam Base                                                                      |
| ------------ | ------------------------------------------------------------------------------- | --------- | ---------- | ------------------------------------------------------------------------------ |
| 1            | Olimpiada Internacional de Matemáticas                                          | IMO       | since 1959 | http://www.imo-official.org/                                                   |
| 2            | Olimpiada internacional de física                                               | IPhO      | since 1967 | http://ipho.org/                                                               |
| 3            | Olimpiada internacional de química                                              | IChO      | since 1968 | http://www.ichosc.org/                                                         |
| 4            | Olimpiada internacional de informática                                          | IOI       | since 1989 | http://www.ioinformatics.org/index.shtml                                       |
| 5            | International Biology Olympiad                                                  | IBO       | since 1990 | https://web.archive.org/web/20180820214151/http://www.ibo-info.org/            |
| 6            | International Philosophy Olympiad                                               | IPO       | since 1993 | http://www.philosophy-olympiad.org/                                            |
| 7            | International Astronomy Olympiad                                                | IAO       | since 1996 | http://www.issp.ac.ru/iao/                                                     |
| 8            | International Geography Olympiad                                                | iGeo      | since 1996 | http://www.geoolympiad.org/                                                    |
| 9            | International Linguistics Olympiad                                              | IOL       | since 2003 | http://www.ioling.org/                                                         |
| 10           | International Junior Science Olympiad                                           | IJSO      | since 2004 | http://www.ijsoweb.org/                                                        |
| 11           | International Earth Science Olympiad                                            | IESO      | since 2007 | http://www.ieso-info.org/ Archivado el 15 de enero de 2021 en Wayback Machine. |
| 12           | International Olympiad on Astronomy and Astrophysics                            | IOAA      | since 2007 | https://web.archive.org/web/20181204214442/https://ioaa2017.posn.or.th/        |
| 13           | International Geometry Olympiad                                                 | IGO       | since 2014 | https://web.archive.org/web/20180908130502/http://igo-official.ir/?lang=en     |
| 14           | International Experimental Physics Olympiad                                     | IEPhO     | since 2013 | http://www.iepho.com Archivado el 15 de abril de 2021 en Wayback Machine.      |
| 15           | International Foxford Olympiad                                                  | IFO       | since 2015 | http://foxford.com                                                             |
| 16           | International Medicine Olympiad                                                 | IMDO      | since 2016 | https://www.usmdo.org/                                                         |
| 17           | International Nanotechnology Olympiad                                           | INO       | since 2017 | http://nanoolympiad.org/                                                       |
| 18           | International Olympiad in Physics, Technology and Astronomy                     | IOPTA     | since 2017 | http://iopta.com                                                               |
| 19           | International Olympiad in Biology and Astronomy                                 | IOBA      | since 2017 | http://ioba.com                                                                |
| Project Base |                                                                                 |           |            |                                                                                |
| 1            | International Environmental Project Olympiad                                    | INEPO     | since 1993 | https://web.archive.org/web/20180930024131/http://www.inepo.com/               |
| 2            | International Young Inventors Project Olympiad                                  | IYIPO     | since 2007 | https://web.archive.org/web/20160307085233/http://iyipo.ge/eng                 |
| 3            | International Sustainable World Engineering Energy Environment Project olympiad | ISWEEEP   | since 2008 | http://isweeep.org/                                                            |
| 4            | International Environment and Sustainability Project Olympiad                   | INESPO    | since 2010 | http://www.inespo.org/                                                         |
| 5            | Global Environmental Issues and Us Olympiad                                     | GENIUS    | since 2011 | https://geniusolympiad.org/                                                    |
| 6            | Golden Climate International Environmental Project Olympiad                     | GCIEPO    | since 2011 | http://www.goldenclimate.com/                                                  |

### Regional

#### Asian Olympiad List
| Number       | Science                                 | Symbol    | Año        | Web                                                                           |
| Exam Base    | Exam Base                               | Exam Base | Exam Base  | Exam Base                                                                     |
| ------------ | --------------------------------------- | --------- | ---------- | ----------------------------------------------------------------------------- |
| 1            | Asian Pacific Mathematics Olympiad      | APMO      | since 1989 | http://www.apmo-official.org/                                                 |
| 2            | Asian Physics Olympiad                  | APhO      | since 2000 | https://web.archive.org/web/20180915150102/http://apho.ias-ntu.org/           |
| 3            | Asian-Pacific Astronomy Olympiad        | APAO      | since 2005 | http://www.issp.ac.ru/iao/apao/                                               |
| 4            | Asia-Pacific Informatics Olympiad       | APIO      | since 2007 | http://apio-olympiad.org/ Archivado el 18 de mayo de 2017 en Wayback Machine. |
| 5            | Asian Science and Mathematics Olympiad  | ASMO      | since 2010 | http://asmo2u.com/                                                            |
| 6            | Southeast Asian Mathematical Olympiad   | SEAMO     | since 2016 | http://www.seamo-official.org/                                                |
| Project Base |                                         |           |            |                                                                               |
| 1            | Euroasia Environmental Project Olympiad | INEPO     | since 2007 | https://web.archive.org/web/20160306185833/http://inepo-euroasia.com/         |

#### European Olympiad List
| Number       | Science                                      | Symbol    | Año        | Web                                                                   |
| Exam Base    | Exam Base                                    | Exam Base | Exam Base  | Exam Base                                                             |
| ------------ | -------------------------------------------- | --------- | ---------- | --------------------------------------------------------------------- |
| 1            | Balkan Mathematical Olympiad                 | BMO       | since 1984 |                                                                       |
| 2            | Balkan Olympiad in Informatics               | BOI       | since 1993 |                                                                       |
| 3            | Central European Informatics Olympiad        | CEOI      | since 1995 | http://ceoi.inf.elte.hu/                                              |
| 4            | Junior Balkan Mathematical Olympiad          | JBMO      | since 1997 |                                                                       |
| 5            | European Union Science Olympiad              | EUSO      | since 2003 | http://euso.eu/                                                       |
| 6            | South Eastern European Mathematical Olympiad | SEEMOUS   | since 2007 | http://www.massee-org.eu/                                             |
| 7            | Junior Balkan Olympiad in Informatics        | JBOI      | since 2007 |                                                                       |
| 8            | Middle European Mathematical Olympiad        | MEMO      | since 2007 |                                                                       |
| 9            | European Girls' Mathematical Olympiad        | EGMO      | since 2012 | https://www.egmo.org/                                                 |
| 10           | European Junior Olympiad in Informatics      | EJOI      | since 2017 | http://ejoi.org/                                                      |
| 11           | European Physics Olympiad                    | EuPhO     | since 2017 | http://eupho.ut.ee/                                                   |
| Project Base |                                              |           |            |                                                                       |
| 1            | Euroasia Environmental Project Olympiad      | INEPO     | since 2007 | https://web.archive.org/web/20160306185833/http://inepo-euroasia.com/ |

#### African Olympiad List
| Number       | Science                           | Symbol    | Año        | Web       |
| Exam Base    | Exam Base                         | Exam Base | Exam Base  | Exam Base |
| ------------ | --------------------------------- | --------- | ---------- | --------- |
| 1            | Pan-African Mathematics Olympiads | PAMO      | since 1987 |           |
| Project Base |                                   |           |            |           |

#### American Olympiad List
| Number       | Science                           | Symbol    | Año        | Web       |
| Exam Base    | Exam Base                         | Exam Base | Exam Base  | Exam Base |
| ------------ | --------------------------------- | --------- | ---------- | --------- |
| 1            | American Mathematics Competitions | AMC       | since 1950 |           |
| Project Base |                                   |           |            |           |

Cada Olimpiada es en sí misma una competencia separada, con sus propios cuerpos de organización, aun cuando están agrupadas informalmente como las ISO. El objetivo de cada ISO es promover una carrera en ciencias, presentar un desafío a los mejores estudiantes alrededor del mundo y comparar los diversos sistemas educativos de cada país.
Aunque las competencias están orientadas a alumnos de educación media, el estándar de los exámenes suele ser bastante alto. De hecho, en varios países, obtener un buen resultado en cualquiera de las ISO garantiza el acceso a la universidad de preferencia y becas.
- Datos: Q671111
- Multimedia: International Science Olympiads / Q671111